# 겍스
《겍스》(Gex)는 크리스털 다이내믹스라는 회사에서 만들어낸 플랫폼 게임 연재물로, 겍스, 겍스: 엔터 더 게코, 겍스3: 딥 커버 게코 따위의 오락이 나와있다. 3DO 인터랙티브 멀티플레이어, 플레이스테이션, 세가 새턴, 닌텐도 64, 도스 따위의 플랫폼에 나와 있다.

## 연재 목록
- 겍스 : 1994년에 3DO 인터랙티브 멀티플레이어, 도스, 플레이스테이션, 세가 새턴에 출시
- 겍스: 엔터 더 게코 : 1998년에 윈도우즈, 플레이스테이션, 닌텐도 64, 게임보이 컬러에 출시
- 겍스3: 딥 커버 게코 : 1999년에 플레이스테이션, 닌텐도 64, 게임보이 컬러에 출시